# Bergmannrohr

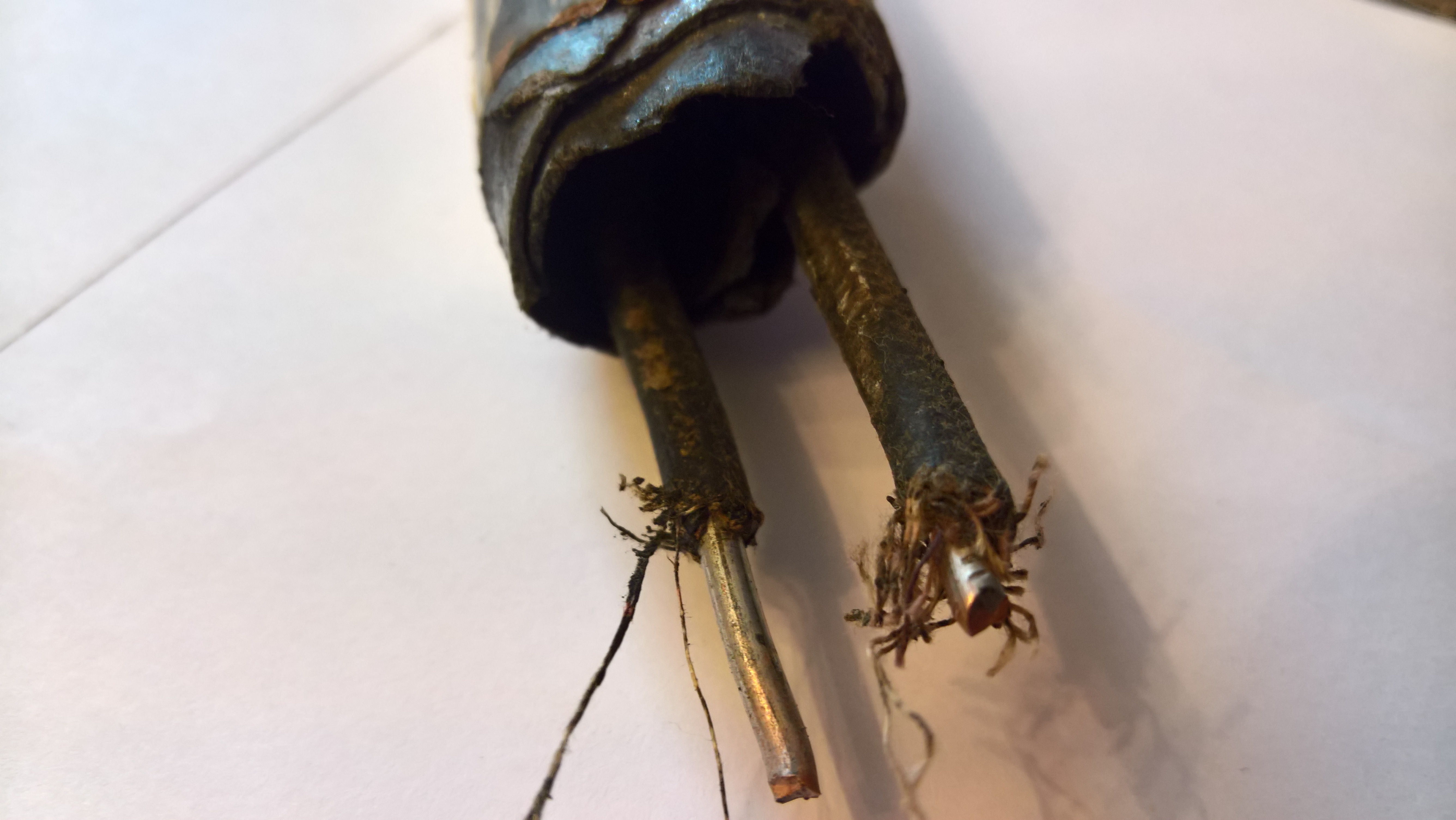
29-mm-Bergmannrohr mit zwei 4-mm²-Leitern, Isolierung aus Gummi und Gewebe

Das Bergmannrohr ist ein heute nicht mehr verwendetes Rohr zur Elektroinstallation, in das einzelne isolierte Adern eingezogen wurden. 
Benannt wurde es nach seinem Hersteller, der von Sigmund Bergmann gegründeten Bergmann Elektrizitätswerke AG in Berlin.
Ursprünglich bestand das Rohr aus einer wasserdichten (bitumengetränkten) Papiermasse ohne Schutzmantel. Ab ca. 1900 bekam es zum besseren Schutz der Papiermasse einen gefalzten Mantel aus Messingblech, verbleitem Stahlblech oder aus Stahlblech mit Aluminiumauflage. 

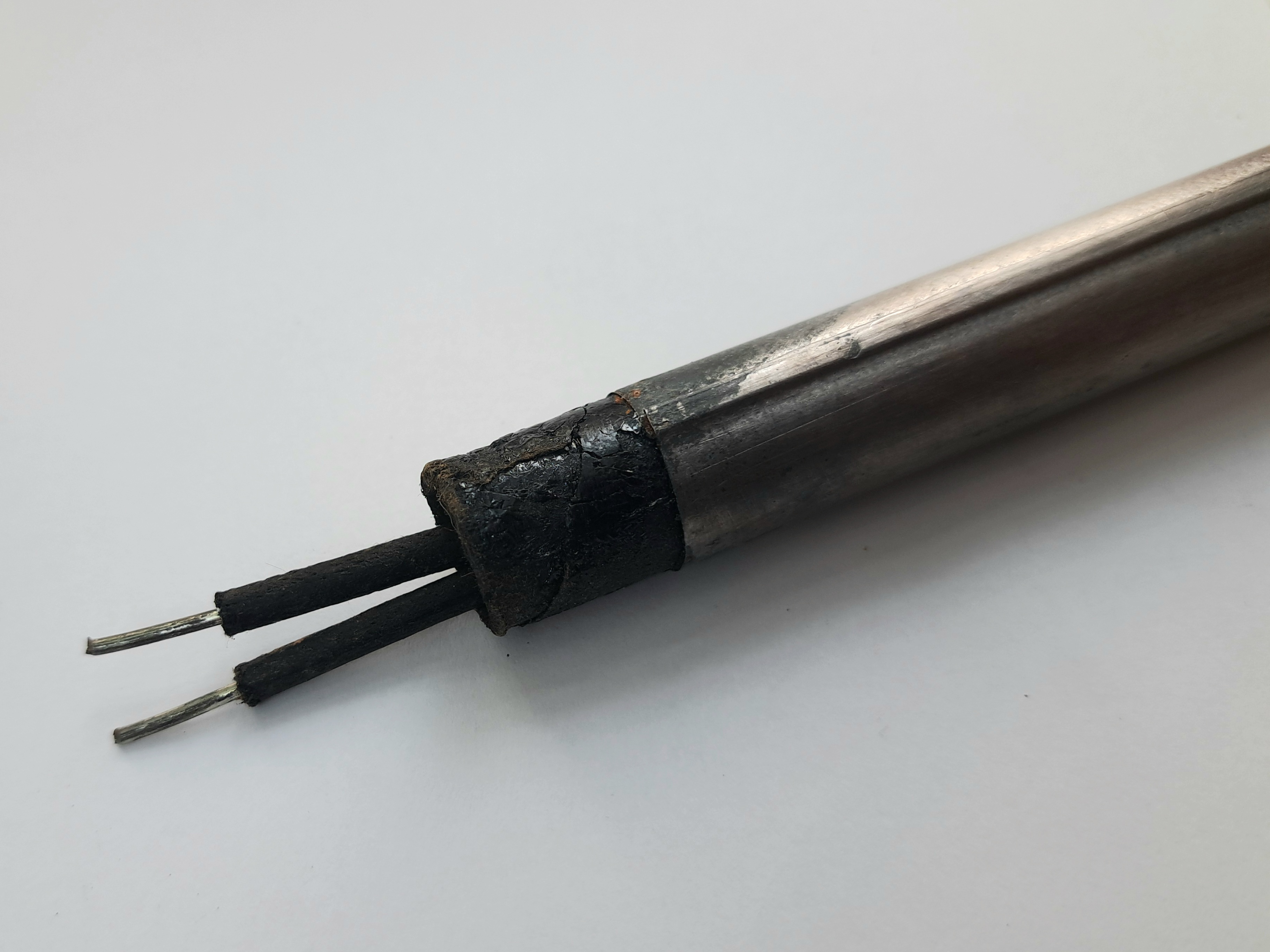
Aufbau eines Bergmannrohrs aus Drähten mit Textilummantelung, Bitumengetränktem Papierrohr und dem äußeren Mantel aus verbleitem Stahlblech

Bergmannrohre wurden in 3 m langen Stangen mit einem Innendurchmesser von 9, 11, 13½, 16, 21, 23, 29, 36 und 48 mm gefertigt. Durch geteilte Muffen konnten die Rohre nach Einziehen der Leitungen miteinander verbunden werden.

Weite Bögen konnten mit Rohrbiegezangen hergestellt werden, mit dieser Zange drückte man in die Innenseite des gewünschten Bogens eng nebeneinanderliegende Kerben, so dass das Rohr hier verkürzt wurde und somit eine Biegung entstand. An verlegten Rohren ist dies deutlich zu erkennen. Nach den damals gültigen Vorschriften des Elektrohandwerks musste der Falz des Metallmantels bei der Herstellung eines Bogens jeweils außen oder auf der der Wand zugekehrten Seite liegen, damit die eingedrückten Kerben ihn nicht beschädigten. Für enge Abwinkelungen, Abzweige und Auslässe gab es verschiedene, meist aufklappbare oder auseinandernehmbare Zubehörteile wie Muffen, Winkel, T- und Kreuzstücke sowie Endtüllen aus Keramik, die eine Beschädigung der heraushängenden Leitung durch das Rohrende vermeiden sollten. 
Eine zeitgenössische Alternative zum Bergmannrohr waren „Rohrdrähte, System Kuhlo“ (auch Falzdrähte genannt). Beim Kuhlo-Rohr wurden die Gummiaderleitungen mit dem Metallmantel gefügt, d. h. der Metallmantel ist eng um die Leitung herumgelegt.
Bergmannrohre wurden vorzugsweise für die Aufputzinstallation in trockenen Räumen, aber auch bei der Unterputzinstallation verwendet. Die Befestigung erfolgte mit Schraub- oder Nagelschellen. Noch nach dem Zweiten Weltkrieg fanden Bergmannrohre Verwendung, teilweise wurden sogar noch moderne, mit Kunststoff isolierte Leitungen darin verlegt.
Bergmannrohre werden schon seit langer Zeit nicht mehr hergestellt. An ihre Stelle traten Installationsrohre oder Installationskanäle aus PVC oder flammhemmend ausgerüstetem Polypropylen. Einer der Gründe dafür war das Sicherheitsrisiko bei an einer Stelle  (zum Beispiel einer Blechkante) versagender Isolation; unter Umständen stand dann das gesamte Rohrsystem unter Netzspannung. Für feuchte Räume waren Bergmannrohre auch nicht geeignet, da das dünne Blechmaterial schnell korrodierte. 
Am ehesten mit Bergmannrohren zu vergleichen sind heute noch verwendete verzinkte Stahlpanzerrohre, auch StaPaRohr genannt, die zur Verlegung von Leitungen in Bereichen dienen, bei denen es auf zuverlässigen Schutz vor mechanischer Beanspruchung ankommt, beispielsweise in Industrieanlagen. Allerdings ist das Material wesentlich stärker als das der alten Bergmannrohre.